# Cayo Servilio Ahala (magister equitum 389 a. C.)
Cayo Servilio Ahala (en latín Caius Servilius Ahala) magister equitum en el año 389 a. C., cuando fue nombrado Camilo dictador por tercera vez.

## Carrera política
Se menciona a Ahala como magister equitum en 385 a. C., en ocasión del juicio de Manlio. Manlio lo citó a prestar testimonio en su favor, como uno de aquellos cuyas vidas él había salvado en batalla, pero Ahala no se presentó. Plinio el Viejo, que menciona esta circunstancia, llama a Ahala P. Servilio